# Pasmo Pełczańskie

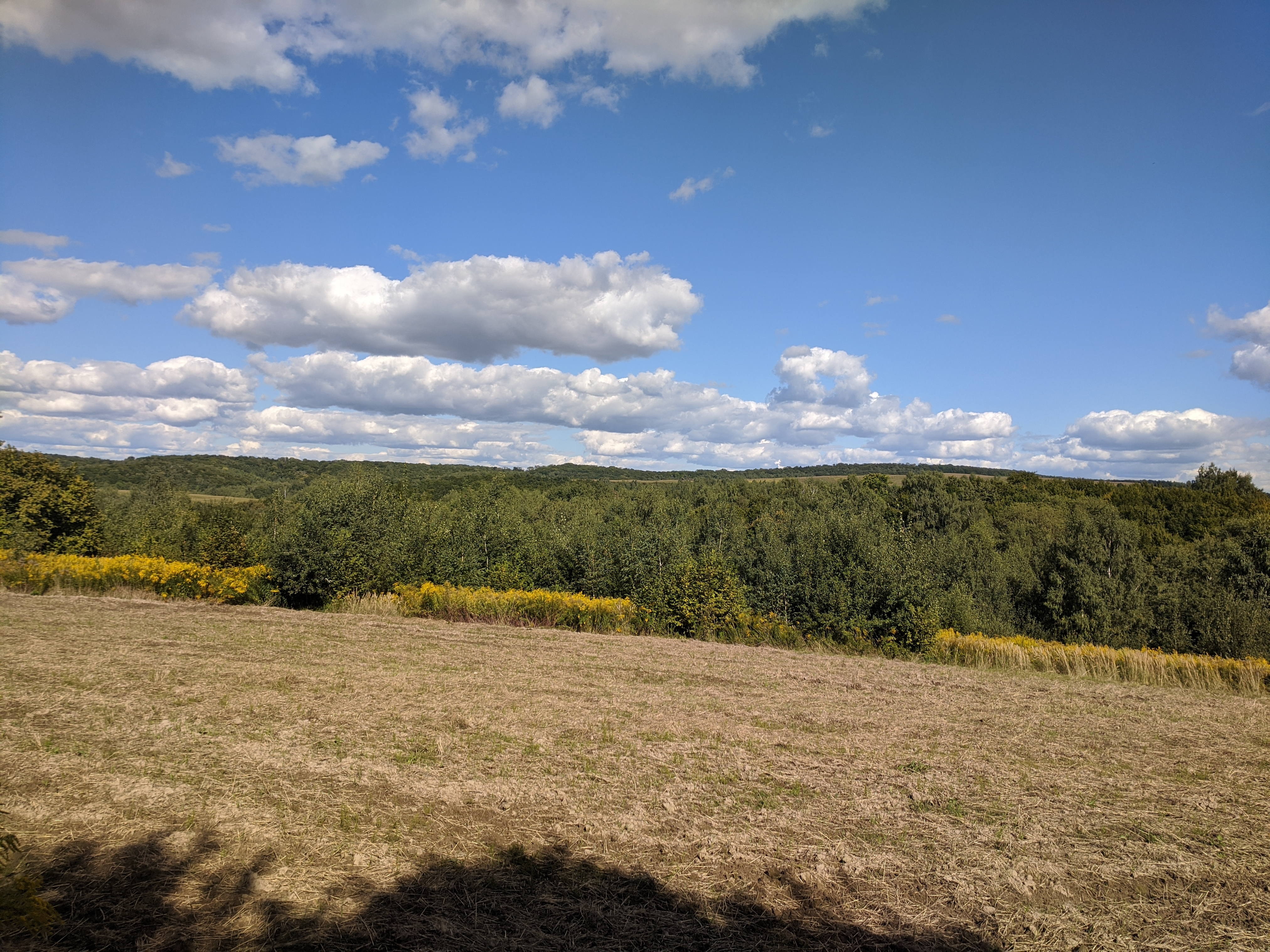
Widok wąwozu Kamieniarnia w Paśmie Pełczańskim

Pasmo Pełczańskie (ukr. Повчанська височина) – pasmo wzgórz na Ukrainie, część Wyżyny Wołyńskiej.
Pasmo Pełczańskie stanowi wschodnie przedłużenie Grzędy Sokalskiej i znajduje się między dolinami Styru i Ikwy. Nazwa tej jednostki fizycznogeograficznej została zaproponowana przez A. Borusiewicza i pochodzi od miejscowości Pełcza. Rzadziej używaną nazwą są Góry Pełczańskie. Najwyższy szczyt pasma (i całej Wyżyny Wołyńskiej) wznosi się na wysokość 358 lub 361 m n.p.m.; dla porównania, średnia maksymalna wysokość otaczającej równiny wynosi ok. 270–280 m. 
W niektórych wersjach regionalizacji fizycznogeograficznej Pasmo Pełczańskie i stanowiące jego wschodnie przedłużenie Pasmo Mizockie traktuje się łącznie jako Pasmo Pełczańsko-Mizockie. Ze względu na różnice w budowie geologicznej (Pasmo Pełczańskie – dewon i kreda; Pasmo Mizockie – głównie miocen) i geomorfologii obecnie jednostki te ujmuje się częściej oddzielnie. Granicą między tymi pasmami jest dolina Ikwy.
Pierwotna roślinność Pasma Pełczańskiego miała przeważnie charakter leśny (w znacznej mierze grądów), ale mniej więcej między 1922 a 1933 znaczną część lasów wycięto. Na południowych stokach wzgórz rozwijały się zbiorowiska stepowe.
W Paśmie Pełczańskim odsłaniają się skały dewońskie. Są to jedyne odsłonięcia skał tego wieku między Górami Świętokrzyskimi a Podolem. Opisano stamtąd środkowodewońskie ramienionogi (np. Emanuella volhynica Kelus, 1939; gatunek nazwany od łacińskiej nazwy Wołynia) i koralowce.